# Seal, Kent
Seal är en ort och civil parish i grevskapet Kent i sydöstra England. Orten ligger i distriktet Sevenoaks, direkt nordost om Sevenoaks. Tätorten (built-up area) hade 1 623 invånare vid folkräkningen år 2021.